# هرمان غوتس
هرمان غوتس هو سياسي ألماني، ولد في 20 مايو 1914 في Doupov ‏ في التشيك، وتوفي في 21 أبريل 1987 في فولدا في ألمانيا. نشط حزبياً في الاتحاد الديمقراطي المسيحي. وقد انتخب عضو في البوندستاغ الألماني خلال فترته النيابية ‏ (7 سبتمبر 1949 – 7 سبتمبر 1953).

## وصلات خارجية
- هرمان غوتس على موقع مونزينجر (الألمانية)